# Rendez-vous (chanson de Pas de deux)
Pour les articles homonymes, voir Rendez-vous.
Chansons représentant la Belgique au Concours Eurovision de la chanson
Si tu aimes ma musique
(1982) Avanti la vie
(1984)
Rendez-vous est une chanson interprétée par le groupe belge Pas de deux, sortie en 45 tours et parue sur l'album Axe Ends en 1983.
C'est la chanson choisie pour représenter la Belgique au Concours Eurovision de la chanson 1983 se déroulant à Munich.
La chanson a également été enregistrée par Pas de deux dans une version en anglais et en français.

## À l'Eurovision
Elle est intégralement interprétée en néerlandais, l'une des langues nationales de la Belgique, comme l'impose la règle entre 1976 et 1999. L'orchestre est dirigé par Freddy Sunder.
Rendez-vous est la 19e chanson interprétée lors de la soirée, suivant Hurricane de Westend pour l'Autriche et précédant Si la vie est cadeau — chanson lauréate du concours par la suite — de Corinne Hermès pour le Luxembourg.
À la fin du vote, Rendez-vous obtient 13 points et se classe 18e sur les 20 chansons participantes,.

## Liste des titres
| A1. | Rendez-vous       | Walter Verdin, Paul Peyskens | Walter Verdin | 2:41 |
| B1. | Rendez-vous (Mix) | Walter Verdin, Paul Peyskens | Walter Verdin | 2:41 |

| A1. | Rendez-vous (version française)    | Walter Verdin, Paul Peyskens | Walter Verdin | 2:41 |
| B1. | Rendez-vous (version néerlandaise) | Walter Verdin, Paul Peyskens | Walter Verdin | 2:41 |

## Classements

### Classements hebdomadaires
| Classement (1983)                      | Meilleure position |
| -------------------------------------- | ------------------ |
| Belgique (Flandre Ultratop 50 Singles) | 26                 |
| Belgique (Flandre Vlaamse top 10)      | 1                  |

## Historique de sortie
| Pays     | Date | Format   | Label    |
| -------- | ---- | -------- | -------- |
| Belgique | 1983 | 45 tours | Parsley  |
| France   | 1983 | 45 tours | Arabella |
| Pays-Bas | 1983 | 45 tours | Polydor  |